# Briggsia aurantiaca
Briggsia aurantiaca är en tvåhjärtbladig växtart som beskrevs av Brian Laurence Burtt. Briggsia aurantiaca ingår i släktet Briggsia och familjen Gesneriaceae. Inga underarter finns listade i Catalogue of Life.